# Wailea-Makena
Wailea-Makena es un lugar designado por el censo ubicado en el condado de Maui en el estado estadounidense de Hawái. En el año 2010 tenía una población de 6037 habitantes y una densidad poblacional de 86,86 personas por km².

## Geografía
Wailea-Makena se encuentra ubicado en las coordenadas 20°41′24″N 156°26′21″O / 20.69000, -156.43917.

## Demografía
Según la Oficina del Censo en 2000 los ingresos medios por hogar en la localidad eran de $56 806, y los ingresos medios por familia eran $66 923. Los hombres tenían unos ingresos medios de $36 788 frente a los $30 884 para las mujeres. La renta per cápita para la localidad era de $35 342. Alrededor del 6,6% de la población estaba por debajo del umbral de pobreza.